# Edgar Rice Burroughs
Edgar Rice Burroughs (Chicago, 1 de septiembre de 1875-Encino, Los Ángeles, 19 de marzo de 1950) fue un escritor de género fantástico estadounidense, célebre por sus series de historias de Barsoom (ambientadas en Marte), de Pellucidar (que tienen lugar en el centro de la Tierra), el ciclo de Venus con Carson Napier como protagonista principal y, en especial, por la creación del mundialmente famoso Tarzán. Fue inmediatamente popular y Burroughs capitalizó de la mejor manera posible, incluyendo un sindicato de las tiras cómicas de Tarzán, películas y mercadotecnia derivada. Tarzán sigue siendo el más exitoso personaje de ciencia ficción y es considerado un icono cultural actualmente. El rancho de Burroughs en California, Estados Unidos es ahora el centro de Tarzan cercano a Los Angeles, así llamado por el personaje. Burroughs fue un apoyo en la eugenesia y el racismo científico tanto en su ficción como en su no ficción.

## Biografía
Burroughs nació el 1 de septiembre de 1875, en Chicago, Illinois (durante muchos años vivió en el suburbio de Oak Park), cuarto hijo del empresario y veterano de la Guerra de Secesión mayor George Tyler Burroughs (1833-1913) y de su esposa María Evaline (Zieger) Burroughs (1840-1920). Su segundo nombre procede de su abuela paterna, Mary Rice Burroughs (1802-ca. 1870).
Burroughs fue educado en varias escuelas locales, y durante la epidemia de gripe de Chicago en 1891, pasó un año y medio en el rancho de su hermano en el Río Balsa, en Idaho. Posteriormente, asistió a la Academia Phillips en Andover (Massachusetts), y luego a la Academia Militar de Míchigan. Se graduó en 1895, y al no superar el examen de ingreso en la Academia Militar de Estados Unidos (West Point), terminó como soldado alistado con el 7.º Regimiento de Caballería (Estados Unidos) en Fort Grant, territorio de Arizona. Después de ser diagnosticado de un problema cardíaco y, por lo tanto, no siendo apto para el servicio, fue dado de baja en 1897.
A continuación, desempeñó algunos trabajos cortos, aparentemente sin relación con su primera vocación, mientras volvió al rancho en Idaho. Burroughs comenzó a trabajar en la empresa de su padre en 1899, y se casó con Emma Hulbert, novia de la infancia, en enero de 1900. En 1904 dejó su empleo y encontró trabajos menos regulares, algunos en Idaho y más tarde en Chicago.
En 1911, después de siete años de salarios bajos, trabajaba como mayorista de sacapuntas de lápiz y comenzó a escribir ficción. En ese momento, Burroughs y Emma tuvieron dos hijos, Joan (1908-1972), que más tarde se casaría con el actor de cine James Pierce (intérprete de Tarzán), y Hulbert (1909-1991). Durante este período, disponía de abundante tiempo libre y comenzó a leer muchas revistas de aventuras (denominadas popularmente «pulp fiction», por el aspecto amarillento del papel barato con el que se imprimían). En 1929, recordó haber pensado que «… Si la gente paga por escritos putrefactos tales como los que he leído en algunas de esas revistas, yo podría escribir historias igual de podridas. Doy por hecho que, a pesar de que nunca he escrito un cuento, ignoraba por completo que podía escribir historias igual de entretenidas y, probablemente, mucho mejores que las que tuve la ocasión de leer en esas revistas».
Con el objetivo de su trabajo puesto en estas revistas «pulp fiction», Burroughs escribió su primer cuento, «Bajo las lunas de Marte», serializado en la revista All-Story en 1912. Pronto se dedicó a la escritura a tiempo completo, y en el momento en que el recorrido editorial de Bajo las lunas de Marte estaba finalizando, había terminado dos novelas, entre ellas Tarzán de los monos, que se publicó en octubre de 1912 y se convirtió en una de sus más exitosas series. En 1913, Burroughs y Emma tuvieron su tercer y último hijo, John Coleman Burroughs (1913-1979).
También escribió ciencia ficción popular, con historias de fantasía que implicaban aventureros terrestres transportados a varios planetas (sobre todo Barsoom, el nombre ficticio de Burroughs para Marte, y Amtor, su nombre ficticio para Venus); islas perdidas y en el interior de la tierra hueca en sus relatos de Pellucidar; así como westerns y romances históricos. Junto con All-Story, muchos de sus cuentos fueron publicados en The Argosy.
Tarzán fue una sensación cultural cuando apareció. Burroughs estaba decidido a aprovechar la popularidad de Tarzán en todas las formas posibles. Planeó explotar el personaje a través de varios medios de comunicación diferentes, incluyendo la tira cómica sindicada «Tarzán», películas y diversas mercancías. Los expertos desaconsejaron este tipo de promoción, afirmando que los distintos medios de comunicación al final terminan compitiendo unos contra otros. Sin embargo, Burroughs siguió adelante, y demostró que los expertos estaban equivocados, ya que el público demandaba el personaje de Tarzán de cualquiera de las maneras en que se le ofreció. Tarzán es uno de los personajes de ficción de mayor éxito hasta la fecha y es un icono cultural.
Entre 1915 y 1919, Burroughs se hizo con la propiedad de un gran rancho al norte de Los Ángeles, California, al que llamó «Tarzana». Los ciudadanos de la comunidad que surgió alrededor de la hacienda votaron a favor de adoptar ese nombre cuando su comunidad, Tarzana, California, se formó en 1927. También la comunidad conocida con el nombre de Tarzán, en Texas, fue designada formalmente en 1927, cuando el Servicio Postal de los EE. UU. aceptó el nombre, supuestamente procedente de la popularidad de la primera película (muda) de Tarzán de los Monos, protagonizada por Elmo Lincoln, y de uno los primeros «Tarzan» publicados en una tira cómica.
En 1923 Burroughs creó su propia compañía, Edgar Rice Burroughs, Inc., y comenzó a imprimir sus propios libros a lo largo de la década de 1930.
Se divorció de Emma en 1934 y se casó en 1935 con la exactriz Florencia Dearholt Gilbert, exesposa de su amigo Ashton Dearholt. Burroughs adoptó a los dos hijos de Dearholt. La pareja se divorció en 1942.
En el momento del ataque a Pearl Harbor, Burroughs era residente en Hawái y, a pesar de tener casi setenta años, solicitó permiso para ser corresponsal de guerra. Este permiso le fue concedido, y así se convirtió en uno de los corresponsales de guerra más veteranos de los EE. UU. durante la Segunda Guerra Mundial. Este período de su vida se menciona en la exitosa novela de William Brinkley , "No te acerques al agua".

## Muerte
Cuando terminó la guerra, Burroughs volvió a Encino, California, donde, después de muchos problemas de salud, murió de un ataque al corazón el 19 de marzo de 1950, tras haber escrito cerca de setenta novelas. Está enterrado en Tarzana, California, Estados Unidos. 
En el momento de su muerte se creía que había sido el escritor que más había ganado con el cine, ganando más de 2 millones de dólares en regalías por 27 películas de Tarzán.
El Salón de la Fama de la Ciencia Ficción incorporó a Burroughs en 2003.

## Obras
La obra de Edgar Rice Burroughs es bastante amplia, por lo que se lo considera uno de los autores estadounidenses más prolíficos del siglo XX. Su obra comprende numerosos volúmenes dedicados a la ciencia ficción, novelas acerca del viejo oeste y relatos históricos.

### Serie marciana
La serie marciana es la segunda serie más extensa y famosa de Edgar Rice Burroughs, después de Tarzán. En ella se narran las aventuras de John Carter y otros varios guerreros y princesas en Barsoom, el Marte ficticio de Burroughs, que fue recreado con fauna, flora, ciudades y formas sociales propias.
- Una princesa de Marte
- Dioses de Marte
- El señor de la guerra de Marte
- Thuvia, la doncella de Marte
- El ajedrez vivo de Marte
- El cerebro supremo de Marte
- Un guerrero de Marte
- Espadas de Marte
- Los hombres sintéticos de Marte
- Llana de Gathol
- John Carter de Marte

### Serie de Venus
- Piratas de Venus (1934)
- Perdidos en Venus (1935)
- Carson de Venus (1939)
- Escape en Venus (1946)
- El mago de Venus (1970)

### Serie de Pellucidar
- En el corazón de la tierra (1914)
- Pellucidar (1923) (texto en el Project Gutenberg:  Archivado el 5 de julio de 2008 en Wayback Machine.)
- Tanar de Pellucidar (1928)
- Tarzán en el centro de la tierra (1929)
- Regreso a la Edad de Piedra (1937)
- La tierra del terror (1944)
- Pellucidar salvaje (1963)

### Serie de Caspak
- La tierra olvidada por el tiempo (1918)
- La gente del tiempo perdido (1918)
- El abismo sin tiempo (1918)

### Serie de la Luna
- La doncella de la Luna (1926)
- Los hombres de la Luna (1926)

- El Halcón rojo

### Otras obras de ciencia ficción
- El continente perdido (1916)
- Los hombres monstruo (1929)
- Más allá de las estrellas (1941)

### Novelas de aventuras en la jungla
- La mujer de la cueva (1925)
- El eterno salvaje (1925) [la familia Custer de Nebraska]
- El país de los hombres invisibles (1932)
- Los caníbales (1935)
- El niño y el león (1938)

### Novelas del Oeste
- The Bandit of Hell's Bend (1926)
- El jefe de la guerra (1927)
- Apache Devil (1933)
- El comandante sustituto del condado Comanche (1940)

### Novelas históricas
- The Outlaw of Torn (1927) [Segunda guerra de los Barones]
- Yo, bárbaro (1967) [Imperator Calígula]

### Otros trabajos
- The Girl from Farris's (1916)
- The Oakdale Affair (1917)
- The Mucker (1921)
- The Return of the Mucker (1921)
- El experto en eficiencia (1921)
- Una chica de Hollywood (1923)
- El rey loco (1926) [la familia Custer de Nebraska]
- El jinete (1937)
- Sangre de pirata (1970)
- Minidoka: 937th Earl of One Mile Series M (1998)
- Chica con suerte (1999)
- Marcia of the Doorstep (1999)
- Las historias olvidadas de amor y muerte (2001)